# Eichmaß

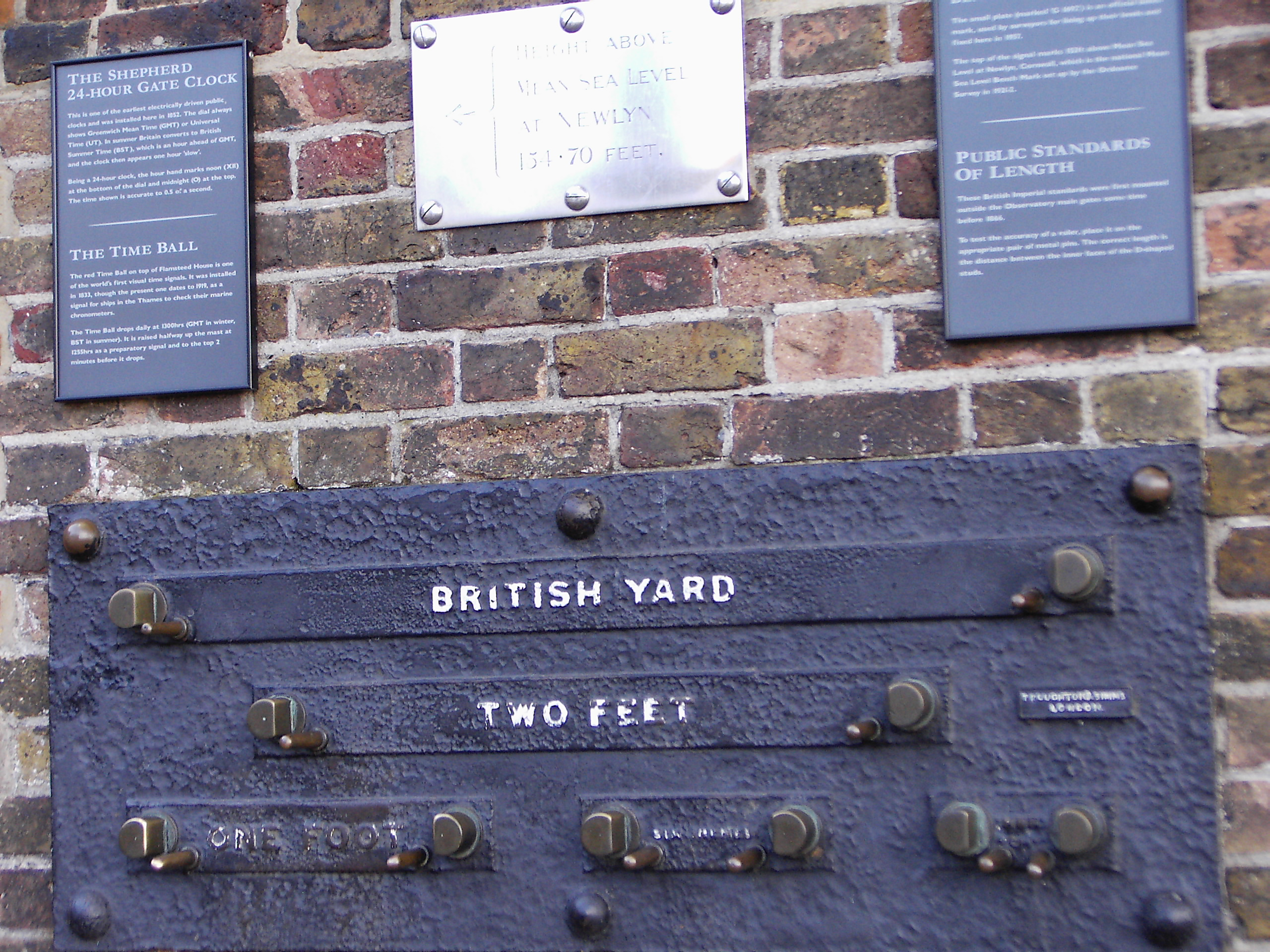
Öffentlich zugängliche Etalons verschiedener Länge an der Außenwand des Royal Greenwich Observatory

Ein Eichmaß oder Etalon (von französisch étalon ‚Musterstück‘), nach DIN Maßverkörperung, ist ein Referenzmessmittel für physikalische Größen wie zum Beispiel Längen, Gewichte und Volumina, mit dessen Hilfe Messgeräte geeicht werden können. Es handelt sich um Lehren, Messgeräte oder Bestandteile derselben, die feste Werte oder eine Abfolge von festen Werten einer Messgröße darstellen. Sie werden verwendet,
- um als Prototyp die Einheit einer physikalischen Größe zu definieren oder,
- als Normal zum Kalibrieren oder Eichen von Messmitteln oder als Hilfsmittel zum Messen.

In der zweiten Funktion sind die Maßverkörperungen mit Angabe einer Messunsicherheit kalibriert oder geeicht.
Die grundlegende DIN 1319 Messtechnik definiert Maßverkörperungen (englisch material measure, frz. mesure matérialisée): „Gerät, das einen oder mehrere feste Werte einer Größe darstellt oder liefert.“
Typische Größen, für die Maßverkörperungen verwendet werden, sind: Masse, Raummaß, Länge, Winkel, Flächenmaß sowie die elektrischen Größen Spannung und Widerstand.
Eines der bekanntesten Beispiele ist das Urmeter aus dem Jahre 1799 in Paris, ein Platinlineal. Seit 1889 verwendete man den Internationalen Meterprototyp, einen Platin-Iridium-Stab mit x-förmigem Querschnitt. Urmeter und Urkilogramm sind seit 1960 bzw. 2019 nicht mehr in Gebrauch.

## Beispiele für gegenständliche Maßverkörperungen
- Gewichtsstücke
- Parallelendmaße

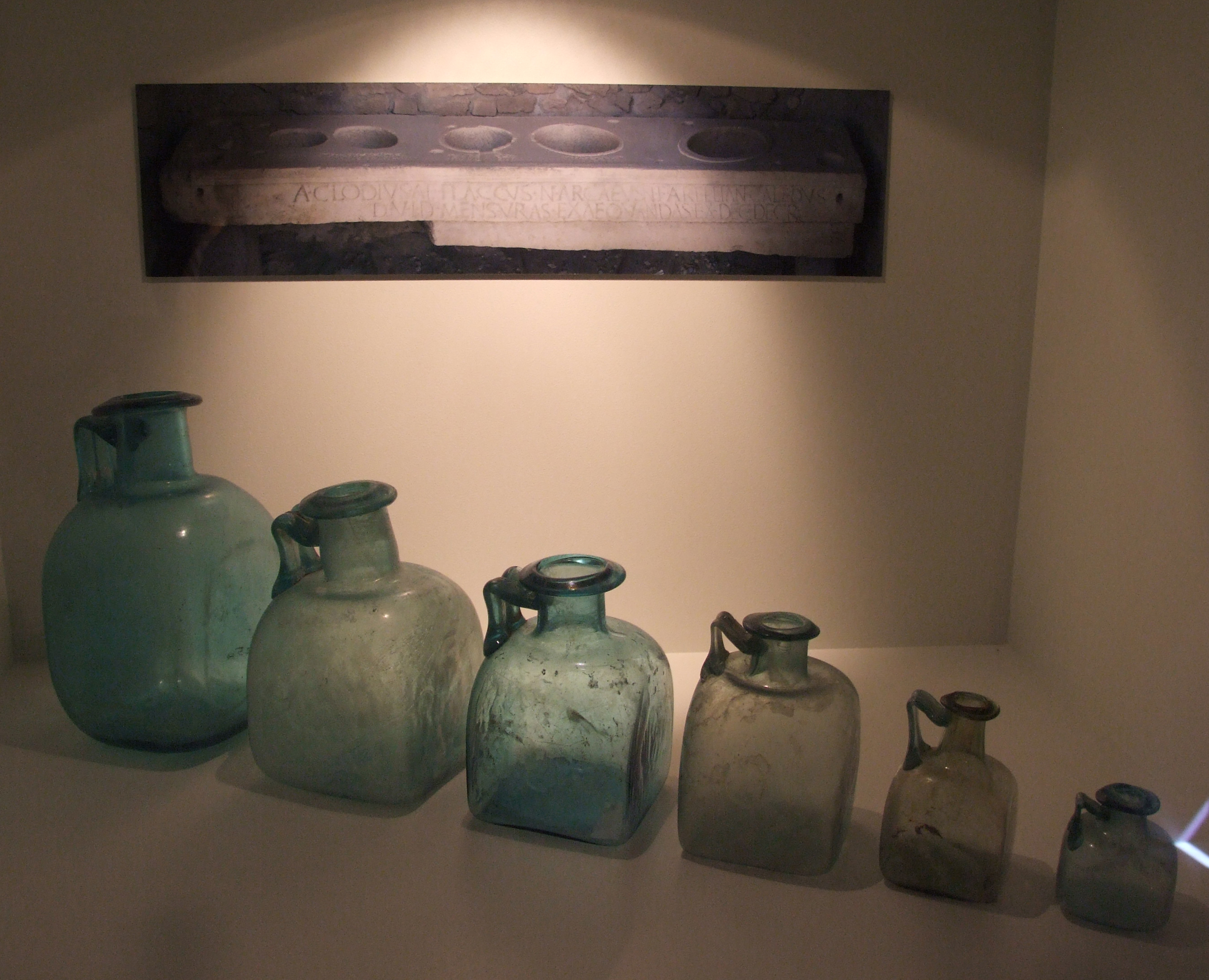
Sechs Hohlmaße aus der mens ponderia in Pompeji, einer städtischen Einrichtung zur Kontrolle der Maße und Gewichte (79 n. Chr.)

- Fabry-Pérot-Interferometer mit festem Spiegelabstand
- Glasmaßstab
- Noniusstrukturen
- Kepler-Kessel
- Messzahnräder

## Historische Eichmaße

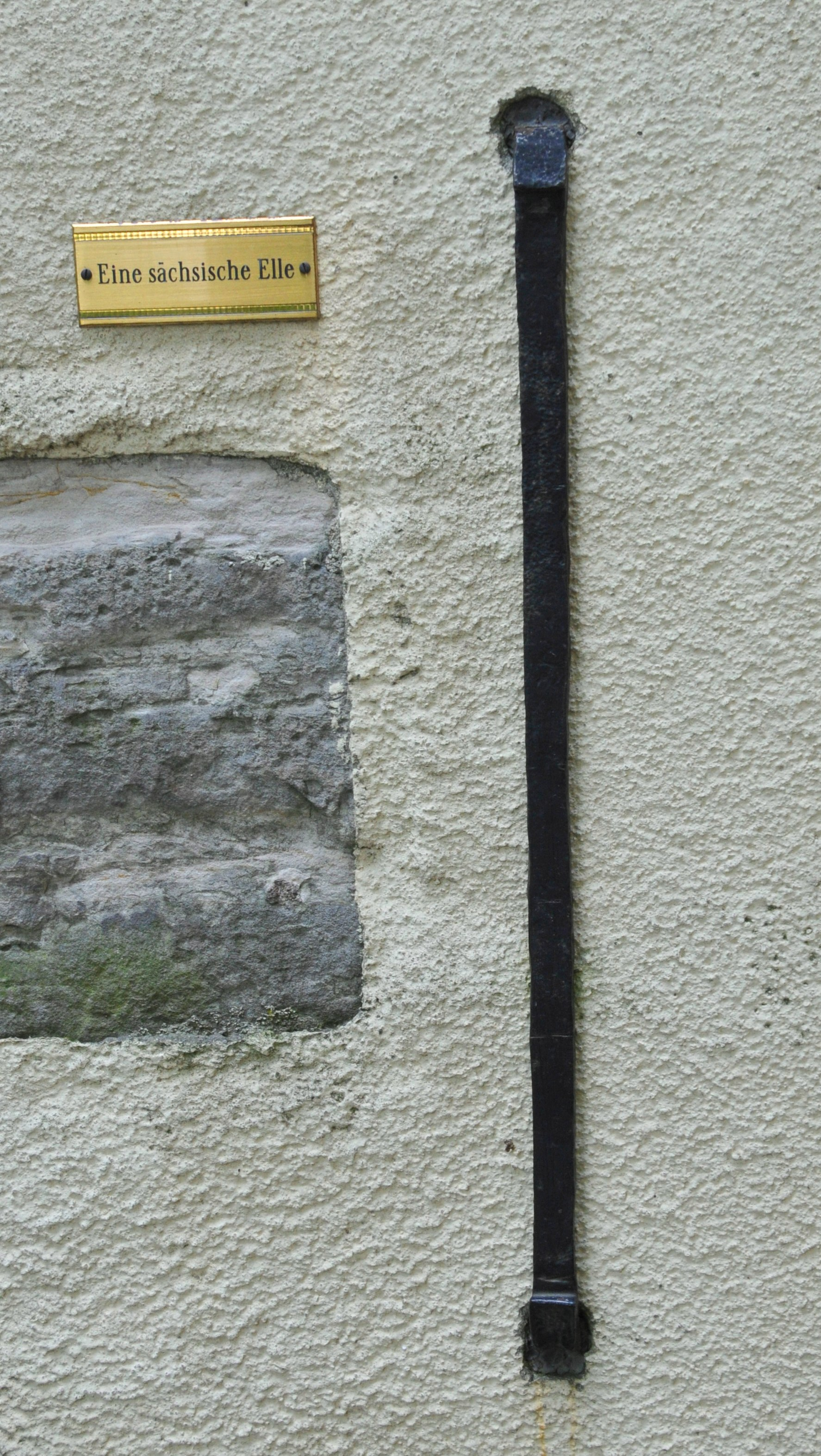
Sächsische Elle an der Kirchenmauer von St. Walpurgis (Apfelstädt), 56 cm, diente als Eichmaß z. B. für Tuchmacher

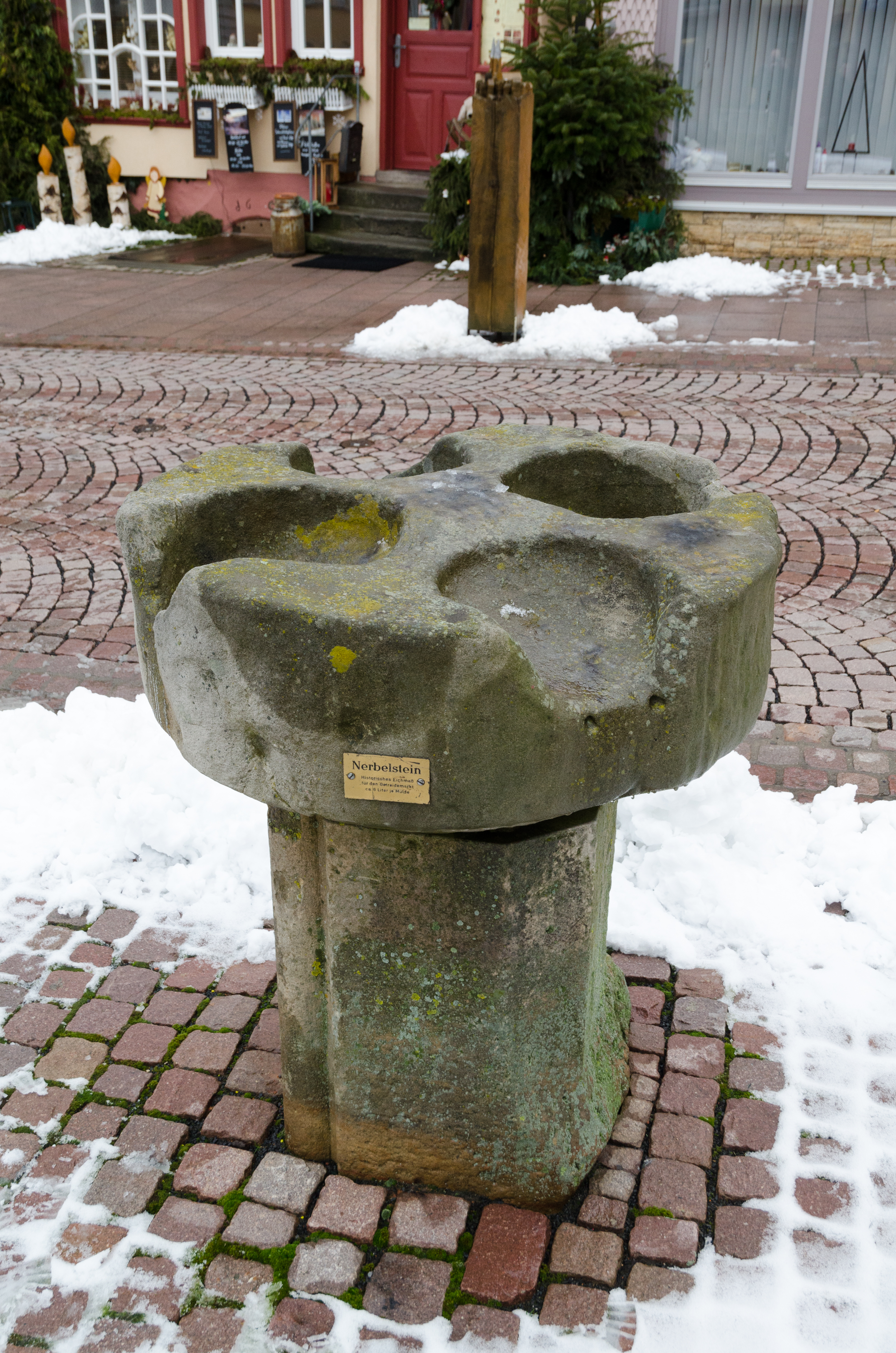
„Nerbelstein“ in Bischofsheim in der Rhön, Eichstein für Getreide

Man findet Eichmaße öfter an historischen Gebäuden wie Kirchen weltweit, weil die Kirche die göttliche Gerechtigkeit und Neutralität verbürgte. Offizielle Längenmaße findet man auch an historischen Rathäusern.

## Eichmaßals Volumeneinheit
Untersuchungen des Bremer Eichamtes im Jahre 2000 ergaben, dass die aus Bronze gefertigten Taufbecken in romanischen und frühgotischen Kirchen aus dem 13. und 14. Jahrhundert möglicherweise als Eichmaße für die damals verwendeten Volumenmaße gedient haben könnten.
Bei der Volumeneinheit für Flüssigkeiten wurde in der vormetrischen Zeit oft unterschieden in verschiedenen Regionen Deutschlands und in der Schweiz beim Eichmaß. Bei Wein, Bier, Most, Essig und ähnlichen Flüssigkeiten differenzierte man in Klein- und Großhandel, in große und kleine Maß, lauteres oder Helleichmaß und Visiermaß, Trübeichmaß oder Mostmaß und Keltermaß, Wirtsmaß oder Schenk- und Zapfmaß, Altmaß, Neumaß und andere weniger gebrauchte Bezeichnungen.
Das Helleichmaß war als Beispiel das Normmaß gemäß der Maßordnung vom 15. Februar 1815 im Königreich Württemberg. Ähnliche Gesetze und Verordnungen gab es auch in anderen Regionen.
| die Trübeichmaß                                  | die Helleichmaß                                   | die Schenkmaß                                    |
| ------------------------------------------------ | ------------------------------------------------- | ------------------------------------------------ |
| Keltermaß                                        | Lauterer Eichmaß                                  | --------                                         |
| Jungmaß                                          | Visiermaß                                         | Zapfmaß                                          |
| Neumaß                                           | Altmaß                                            | Wirtsmaß                                         |
| Mostmaß                                          | Großmaß (Großhandel)                              | Kleinmaß (Einzel-, Kleinhandel)                  |
| Beispiel Weinmaß Königreich Württemberg          |                                                   |                                                  |
| Most und trüber Wein                             | Alter oder geklärter neuer Wein                   | Ausschankmaß (Steuermaß)                         |
| 1 Maß = 1,9174 Liter = 96,6616 Pariser Kubikzoll | 1 Maß = 1,83704 Liter = 92,6090 Pariser Kubikzoll | 1 Maß = 1,67000 Liter = 84,191 Pariser Kubikzoll |
| 160 Maß                                          | 167 Maß                                           | --------                                         |
|                                                  | 10 Helleichmaß                                    | 11 Schenkmaß                                     |